# Hinckley and Bosworth
Hinckley and Bosworth este un district ne-metropolitan situatîn Regatul Unit, în comitatul Leicestershire din regiunea East Midlands, Anglia.

## Orașe din cadrul districtului
- Hinckley
- Market Bosworth